# Епархия Карабайльо
Епархия Карабайльо (лат. Dioecesis Carabaillensis) — епархия Римско-Католической церкви с центром в городе Карабальо, Перу. Епархия Карабайльо входит в митрополию Лимы. Кафедральным собором епархии Карабайльо является церковь Святого Пастыря.

## История
14 декабря 1996 года Святой Престол учредил епархию Карабайльо, выделив её из архиепархии Лимы.

## Ординарии епархии
- епископ Lino Panizza Richero (14.12.1996 - по настоящее время)

## Источник
- Annuario Pontificio, Ватикан, 2007